# Jaumbajewo
Jaumbajewo (ros. Яумбаево) – wieś (dieriewnia) w Rosji, w Baszkortostanie, w rejonie burziańskim. W 2010 liczyła 436 mieszkańców.